# Motta San Damiano
Motta San Damiano è una frazione del comune italiano di Valle Salimbene.

## Storia
Costituì un comune autonomo fino al 1871. Motta San Damiano fu al centro di una mansione prima templare e poi dei cavalieri di Malta, di essa sopravvive l'oratorio romanico.
Dal 1920 alla fine degli anni '60 a Motta San Damiano c'era uno stabilimento di solfuro di carbonio della S. A.  De Sigis del gruppo Chatillon, una produzione molto inquinante che ha lasciato molti residui tossici la cui bonifica prosegue a rilento